# Piotr Hojka
Piotr Krzysztof Hojka (ur. 12 czerwca 1984 w Bydgoszczy) – polski wioślarz, reprezentant Polski w dwójce bez sternika podczas Letnich Igrzysk Olimpijskich w Pekinie oraz w ósemce ze sternikiem podczas Letnich Igrzysk Olimpijskich w Londynie. Zawodnik LOTTO-Bydgostia Bydgoszcz.
W 2009 za osiągnięcia sportowe został odznaczony Złotym Krzyżem Zasługi.

## Osiągnięcia
- Mistrzostwa Świata – Monachium 2007 – dwójka bez sternika – 7. miejsce[1][2].
- Mistrzostwa Europy – Poznań 2007 – dwójka bez sternika – 2. miejsce[1].
- Igrzyska Olimpijskie – Pekin 2008 – dwójka bez sternika – 14. miejsce[1][2].
- Mistrzostwa Europy – Ateny 2008 – dwójka bez sternika – 6. miejsce[1].
- Mistrzostwa Świata – Poznań 2009 – ósemka – 4. miejsce[1].
- Mistrzostwa Europy – Brześć 2009 – ósemka – 1. miejsce[1].
- Mistrzostwa Europy – Montemor-o-Velho 2010 – ósemka – 2. miejsce[1].
- Mistrzostwa Świata – Karapiro 2010 – ósemka – 8. miejsce
- Mistrzostwa Europy – Płowdiw 2011 – ósemka – 1. miejsce[1].
- Mistrzostwa Świata – Bled 2011 – ósemka – 5. miejsce
- Igrzyska Olimpijskie – Londyn 2012 – ósemka – 7. miejsce
- Mistrzostwa Europy – Varese 2012 – ósemka – 1. miejsce[1].
- Puchar Świata – Monachium 2012 – 1. miejsce[1].
- Mistrzostwa Europy – Sewilla 2013 – ósemka – 2. miejsce[1].
- Mistrzostwa Świata – Chungju 2013 – ósemka – 4. miejsce
- Mistrzostwa Europy – Belgrad 2014 – ósemka – 4. miejsce